# عظم قاربي
```

```

العظم القاربي (بالإنجليزية: scaphoid bone)‏ هو أكبر عظام الرسغ، يتوضع في المعصم (الصف الأول من عظام الرسغ)، وهو الأول من جهة الإبهام.

## الأهمية السريرية

### الكسور
العظم القاربي هو أكثر عظم عرضة للكسر من عظام رسغ اليد، مجرد الشك بكسر العظم القاربي يوجب تثبيت اليد بأسطوانة جبسية من المفاصل السنعية السلامية وحتى تحت المرفق (وضعية حامل الكأس) مدة لا تقل عن أسبوعين، حتى ولو كانت الصورة الشعاعية سلبية تماماً بالوضعين.
ومن أهم اختلاطات كسور العظم القاربي:
- النخرة الجافة في الجزء القريب من العظم والتهاب مفاصل تنكسي في الرسغ قد يلغي كل حركات الرسغ عدا الكب والاستلقاء.
- المشكلة تكمن في أن غالبية كسور العظم القاربي غير عرضية على الإطلاق ولا تظهر على الصورة الشعاعية إلا بعد أسبوعين، واختلاطات إهمال هذه الحالة خطيرة جداً على حركات اليد.

### الجس
يمكن جس العظم القاربي في قاعدة مسعط المشرحين (بالإنجليزية: anatomical snuff box)‏